# Лупбург
Лупбург (њем. Lupburg) град је у њемачкој савезној држави Баварска. Једно је од 19 општинских средишта округа Нојмаркт (Горњи Палатинат). Према процјени из 2010. у граду је живјело 2.341 становника. Посједује регионалну шифру (AGS) 9373143.

## Географски и демографски подаци
Лупбург се налази у савезној држави Баварска у округу Нојмаркт (Горњи Палатинат). Град се налази на надморској висини од 532 метра. Површина општине износи 30,7 km². У самом граду је, према процјени из 2010. године, живјело 2.341 становника. Просјечна густина становништва износи 76 становника/km².

## Међународна сарадња
| Мјесто | Држава    | Врста сарадње | Од    |
| ------ | --------- | ------------- | ----- |
|        | Француска | партнерство   | 1987. |
| Извор  |           |               |       |